# 魯平湖

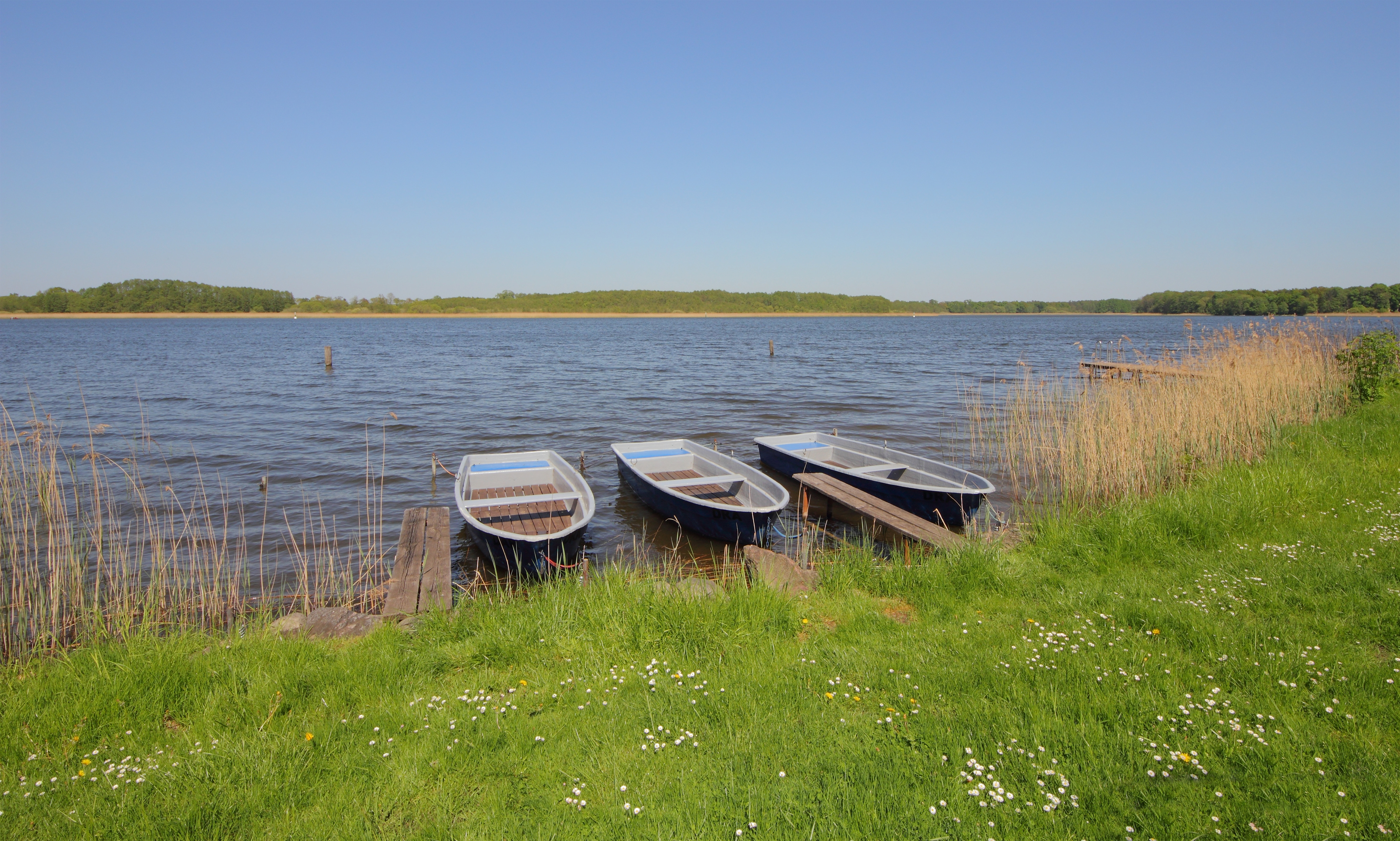

52°53′32″N 12°49′12″E / 52.892186°N 12.820069°E
魯平湖（德語：Ruppiner See），是德國的湖泊，位於該國東北部部，由勃蘭登堡州負責管轄，處於東普里格尼茨-魯平縣，長9.6公里、寬1.4公里，面積8.1平方公里，海拔高度37米，平均水深12米，最大水深24米，水體容量7,297萬立方米。